# Receptor cuplat cu proteina G

Structură 3D animată a unui receptor cuplat cu o proteină G (Receptorul κ-Opioid alături de ligandul JDTic)

Receptorii cuplați cu proteine G (în engleză, G protein-coupled receptor, GPCR) sunt receptori biologici prezenți în membranele celulare și endozomale ce transmit semnale în interiorul celulei (respectiv endozomului) cu ajutorul unor proteine ce leagă GTP (pe scurt proteine G). În neurobiologie, pentru a fi diferențiați de receptorii ionotropici (canale ionice ligand-dependente), receptorii cuplați cu proteine G sunt adeseori cunoscuți sub termenul de receptori metabotropici.
Familia receptorilor cuplați cu proteine G reprezintă cu ai săi peste 1000 de membri diferiți cea mai mare familie de proteine. Receptorii cuplați cu proteine G sunt responsabili pentru procesarea semnalelor luminoase, olfactive și gustative. Ei joacă un rol decisiv în inflamație, în mișcările orientate ale celulelor (tactisme), transportul substanțelor prin membrana celulară (endocitoză și exocitoză) precum și în creșterea și diferențierea celulară. Sunt de asemenea ținta unor hormoni, cum ar fi adrenalina sau glucagonul, și a unor neurotransmițători, ca serotonina și acetilcolina. De-asemenea, unele virusuri folosesc receptorii cuplați cu proteine G ca porți de intrare în celulă (de exemplu, HIV).

## Ocurență
Receptorii cuplați cu proteine G se găsesc în aproape toate ființele vii, în special în vertebrate, dar și în nevertebrate, protozoare (de exemplu, amibe) și fungi (cum ar fi drojdiile). De-asemenea, unele proteine membranare vegetale pot fi de-asemenea încadrate în categoria receptorilor cuplați cu proteine G dată fiind abilitatea lor de a activa proteine G heterotrimerice. Acestea joacă în special rolul de receptori pentru fitohormoni.
Până acum, circa 800 de receptori cuplați cu proteine G au fost identificați în oameni, fiind codați de aproximativ 3% din genomul uman. Mai mult de jumătate dintre aceștia sunt asociați analizatorului olfactiv. Ligandul a mai mult de 140 din cei 800 de receptori nu este cunoscut, fapt ce a dus la numirea lor Orphan-GPCR.

## Structură

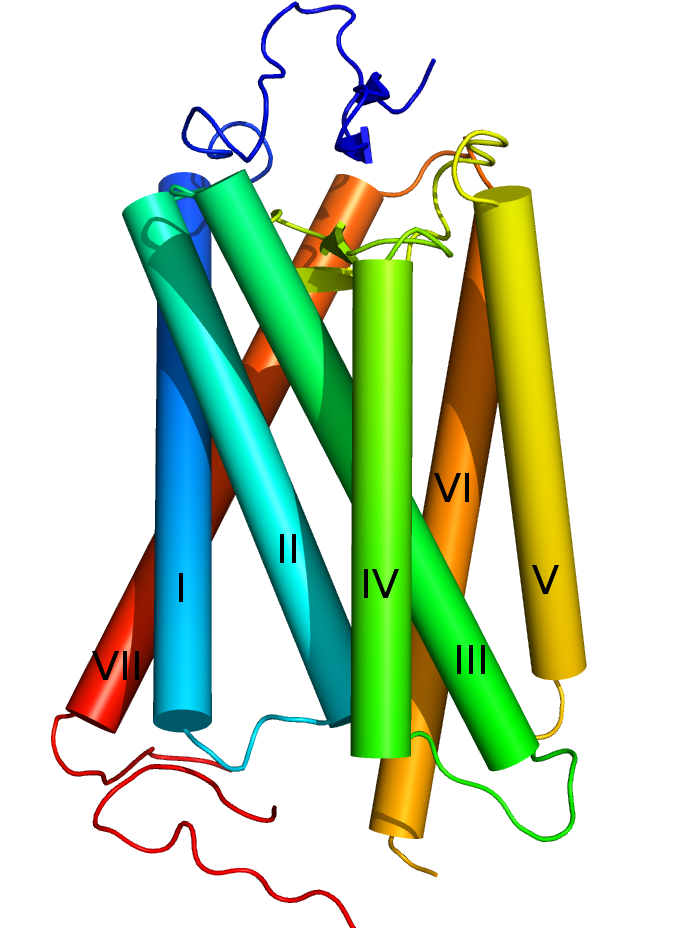
Prezentare schematică a structurii și numerotării helixurilor unui GPCR (rodopsina)

Datorită structurii lor, cu excepția receptorului vegetal GCR2, toți receptorii cuplați cu proteine G aparțin suprafamiliei proteinelor transmembranare heptahelicale (sinonime frecvente: receptori cu șapte domenii transmembranare, receptori 7-TM sau receptori heptahelicali). Aceștia constau în subunități cu câte șapte (pe greacă „hepta”) structuri helicale ce traversează membrana celulară (transmembranare), conectate între ele prin trei legături intracelulare și trei extracelulare. Ei au un situs extracelular sau transmembranar de legare cu un ligand, proteina G legându-se de partea intracelulară a receptorului. Pentru compararea diferențelor structurale dintre diverșii receptori cuplați cu proteine G, a fost creat sistemul de nomenclatură Ballesteros-Weinstein.